# BMW G 650 GS
La G 650 GS est un modèle de motocyclette du constructeur allemand BMW.
Elle remplace la BMW F 650 GS de base, qui possédait un moteur de 652 cm3.
Bien que le moteur reste le même, les performances sont légèrement en retrait puisque la G 650 GS est annoncée pour 48 ch à 6 500 tr/min.
Elle est complétée par une version plus apte à affronter les pistes, la G 650 GS Sertão. Les jantes à bâtons sont remplacées par des modèles à rayons. Les débattements de suspension passent à 210 mm.